# Mezinárodní varhanní festival barokní hudby
Mezinárodní varhanní festival barokní hudby se v Opavě konal od roku 2001 v chrámu sv. Ducha. Od roku 2008 byl kvůli problematickému financování pozastaven.
Iniciátorem a pořadatelem je opavský varhaník Tomáš Thon. Interpreti hrají na třímanuálový nástroj s mechanickou trakturou z dílny varhanáře Václava Smolky.

## Interpreti
Významní varhaníci, kteří na festivalu vystupovali (podle zemí původu):
- ČR: Jaroslav Tůma, Václav Uhlíř, Jakub Janšta, Petr Čech, Adam Viktora, Tomáš Thon
- Francie: Sylvain Pluyaut
- Německo: Helmut Franke
- Itálie: Roberto Antonello
- Polsko: Julian Gembalski
- Anglie: Douglas Hollick
- Belgie: Jan Vermeire
- Slovensko: Mário Sedlár